# Myanmar Open
Het Myanmar Open is een internationaal golftoernooi dat deel uitmaakt van de Aziatische PGA Tour.
De eerste editie was in 1996. Jarenlang werd het toernooi gespeeld op de Yangon Golf Club. De club werd in 1909 door Britten opgericht en aangelegd.
In januari 2006 kwam het nieuws dat het Myanmar Open in februari niet door kon gaan in verband met het Enjoy Jakarta Open, dat in dezelfde week zou plaatsvinden. Van uitstel kwam afstel. Pas in 2010 wordt het toernooi opnieuw gestart. De nieuwe sponsor is Air Bagan, die ook de sponsor was van de Air Bagan Myanmar Masters, die het openingstoernooi was van de nieuwe Asian Devellopment Tour.
Het toernooi wordt gespeeld op de Pun Hlaing Golf Club in Myanmar (voorheen Birma), het prijzengeld bedraagt US$ 300.000. De baan is ontworpen door Gary Player.

## Winnaars
| Jaar                                     | Baan                 | Winnaar           |
| ---------------------------------------- | -------------------- | ----------------- |
| 1996                                     |                      | Ruangkit Boonchu  |
| 1997                                     |                      | Ruangkit Boonchu  |
| 1998                                     |                      | Taimur Hussain    |
| 1999                                     |                      | Wang Ter-chang    |
| 2000                                     |                      | James Kingston    |
| 2001                                     |                      | Anthony Kang      |
| 2002                                     | Yangon Golf Club     | Thongchai Jaidee  |
| 2003                                     |                      | Lin Keng-chi      |
| 2004                                     | Yangon Golf Club     | Thongchai Jaidee  |
| 2005                                     | Yangon Golf Club     | Scott Strange     |
| 2006-2009: niet gespeeld                 |                      |                   |
| Air Bagan Myanmar Open presented by IBCT |                      |                   |
| 2010                                     | Pun Hlaing Golf Club | Tetsuji Hiratsuka |
| 2011: niet gespeeld                      |                      |                   |
| 2012                                     |                      | Kieran Pratt po   |
| 2013                                     |                      | Chawalit Plaphol  |